# 厦门北站 (厦门地铁)

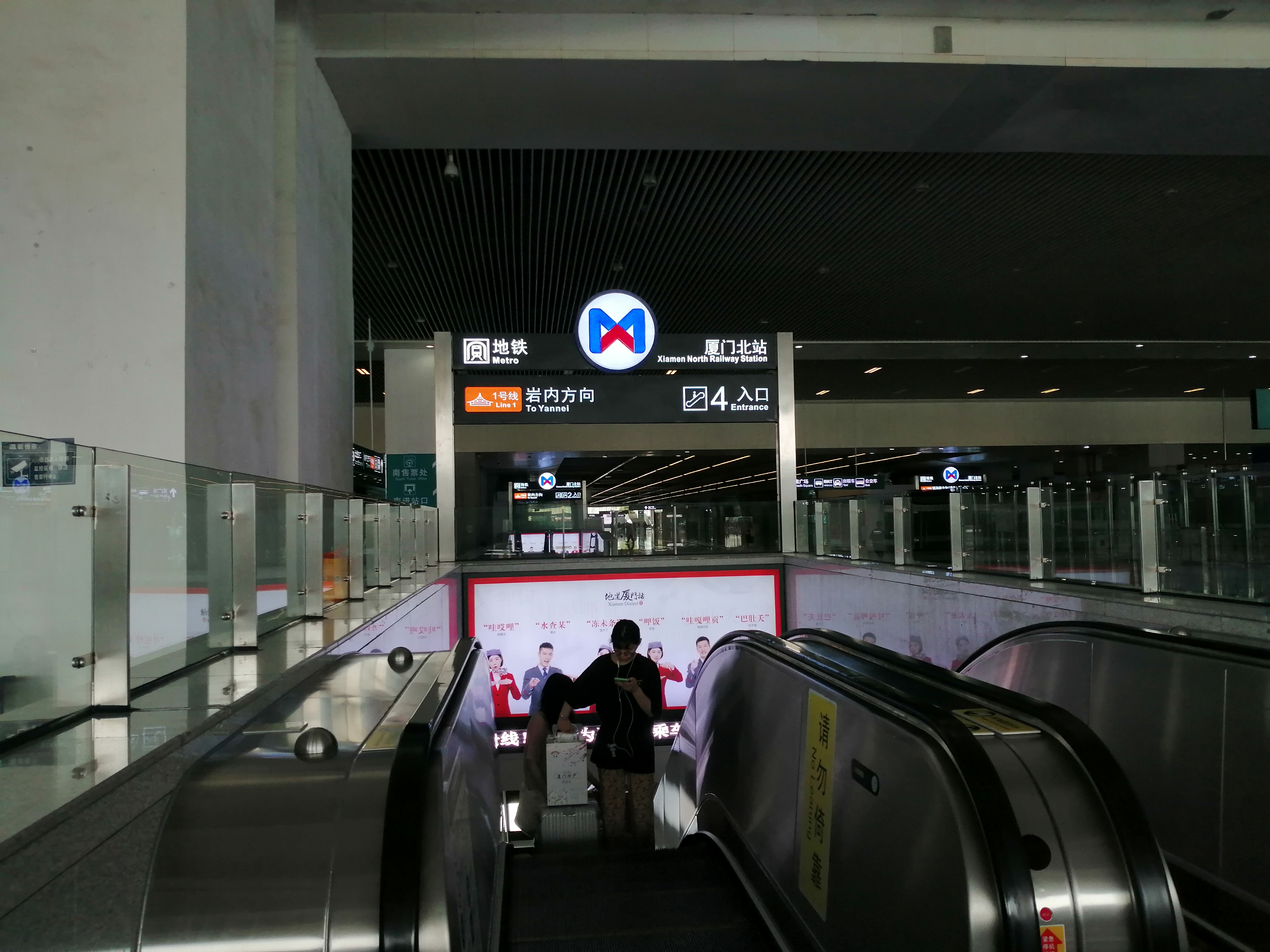
4号口

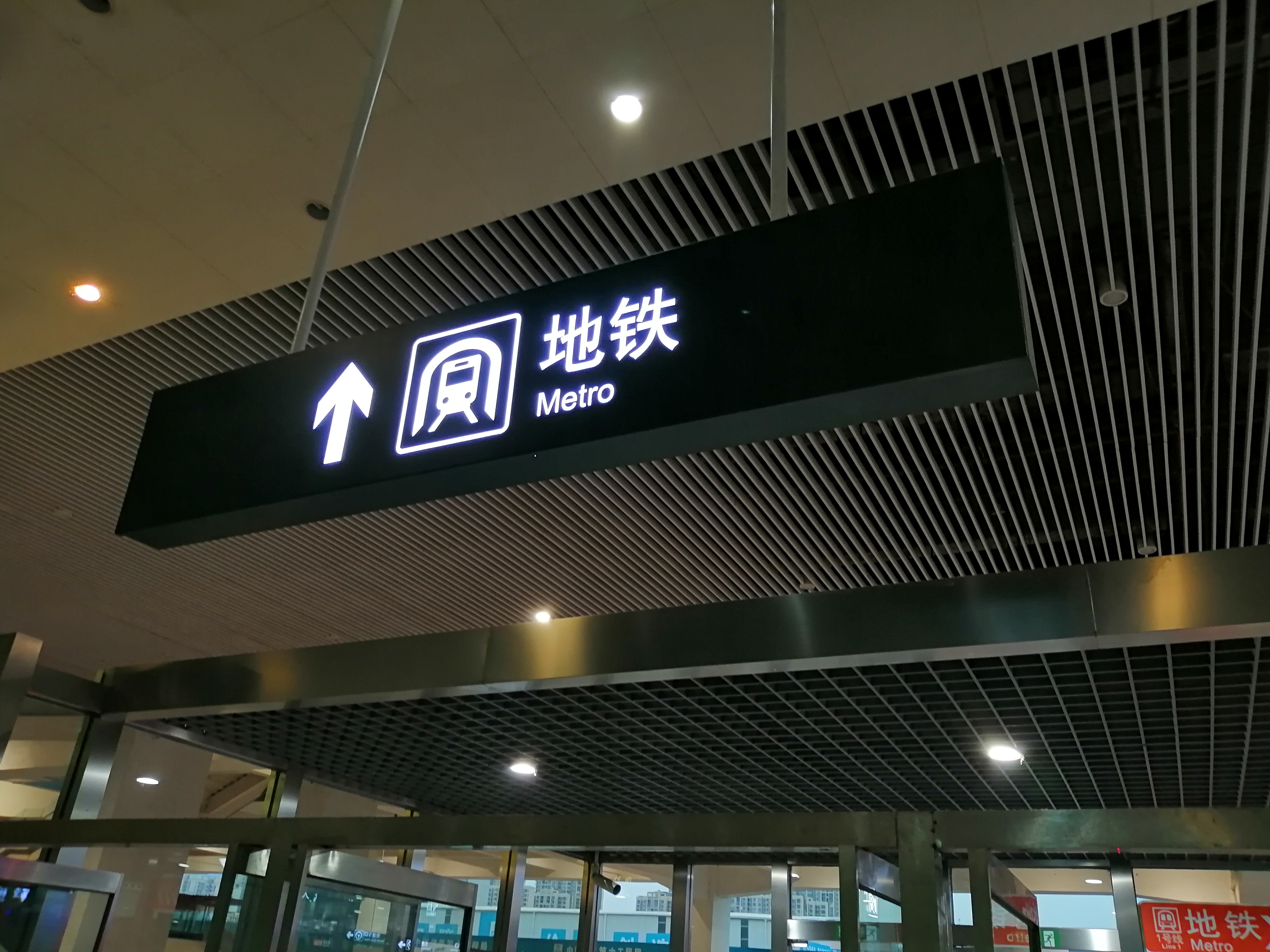
国铁厦门北站出站后设置的免安检进站通道

厦门北站（廈門話：/e˨˩ bŋ̍˧˥ pak̚˥ t͡sam˧˧/）地铁站位于中华人民共和国福建省厦门市集美区国铁厦门北站地下，是厦门轨道交通1号线与建设中的4号线的地铁换乘站。1号线部分于2017年12月31日投入运营。车站与国铁厦门北站连接。

## 历史
2011年，民众发现厦门北站出现地铁标志，相关部门表示，北站已经在建站时预先建设了地铁站。它是厦门地铁第一个建成的车站，也是福建省內建成的第一個地鐵站，但由於當時廈門不通地鐵，所以未啟用。
2017年12月31日，随着一号线的开通而启用。
2019年1月20日，厦门北站实行国铁到达旅客换乘地铁免安检措施，在国铁厦门北站北出站口与地铁厦门北站1号口之间增设换乘地铁旅客专用通道，成为南昌局集团管辖的铁路车站中首个推出此项服务措施的车站。

## 车站结构
地铁厦门北站为地下二层车站，车站建筑面积为22630平方米。车站地面层为出入口；地下一层为站厅层与1号线站台层，侧式站台；地下二层为4号线站台层，岛式站台。

### 车站楼层
| 地下一层 | 北站厅             | 商店、票务服务、客服中心、进出站闸机 |  |  |
|          | 侧式站台           |                                      |  |  |
|          |                    | 1 往镇海路方向 （天水路）            |  |  |
|          |                    | 1 往岩内方向 （岩内）                |  |  |
|          | 侧式站台           |                                      |  |  |
|          | 南站厅             | 商店、票务服务、客服中心、进出站闸机 |  |  |
| 地下二层 |                    | 预留 █ 4号线                         |  |  |
|          | 岛式站台（未启用） |                                      |  |  |
|          |                    | 预留 █ 4号线                         |  |  |
|          | 联络通道           | 付费区来往南北站厅                   |  |  |

### 出入口
厦门北站目前共开放6个出入口供乘客进出，其中5号与6号口因厦门北站北广场站房施工，曾在2021年11月24日-2023年9月28日暂停使用。
|                           |                           |                        |                      |
| 編號                      | 设施                      | 出口指示               | 建議前往的目的地     |
| 1                         | 扶手电梯标志              | 厦门北站免安检专用通道 | 无（此方向只进不出） |
| 2                         | 扶手电梯标志              | 珩圣路                 | 国际茶港城           |
| 3                         | 扶手电梯标志              | 厦门北站               | 厦门北站南广场       |
| 4                         | 扶手电梯标志              | 厦门北站               | 厦门北站南广场       |
| 5                         | 升降机标志 · 扶手电梯标志 | 厦门北站               | 厦门快速公交厦门北站 |
| 6                         | 升降机标志 · 扶手电梯标志 | 厦门北站               | 厦门北站公交枢纽     |
| 註： 設有 \| 設有扶手電梯 |                           |                        |                      |